# Base navale de Gremikha
La base navale de Gremikha, anciennement Iokanga, est une base sous-marine de la Flotte du Nord de la Marine russe. Située à proximité de la ville fermée d'Ostrovnoï, dans l'oblast de Mourmansk à environ 280 km au sud-est de Mourmansk. Elle offre un débouché sur la mer de Barents et l'océan Arctique. 
La base n'est reliée aux villages alentour par aucune route, les seuls moyens d'y accéder sont la voie aérienne (par hélicoptère) ou la voie maritime. 

## Présentation

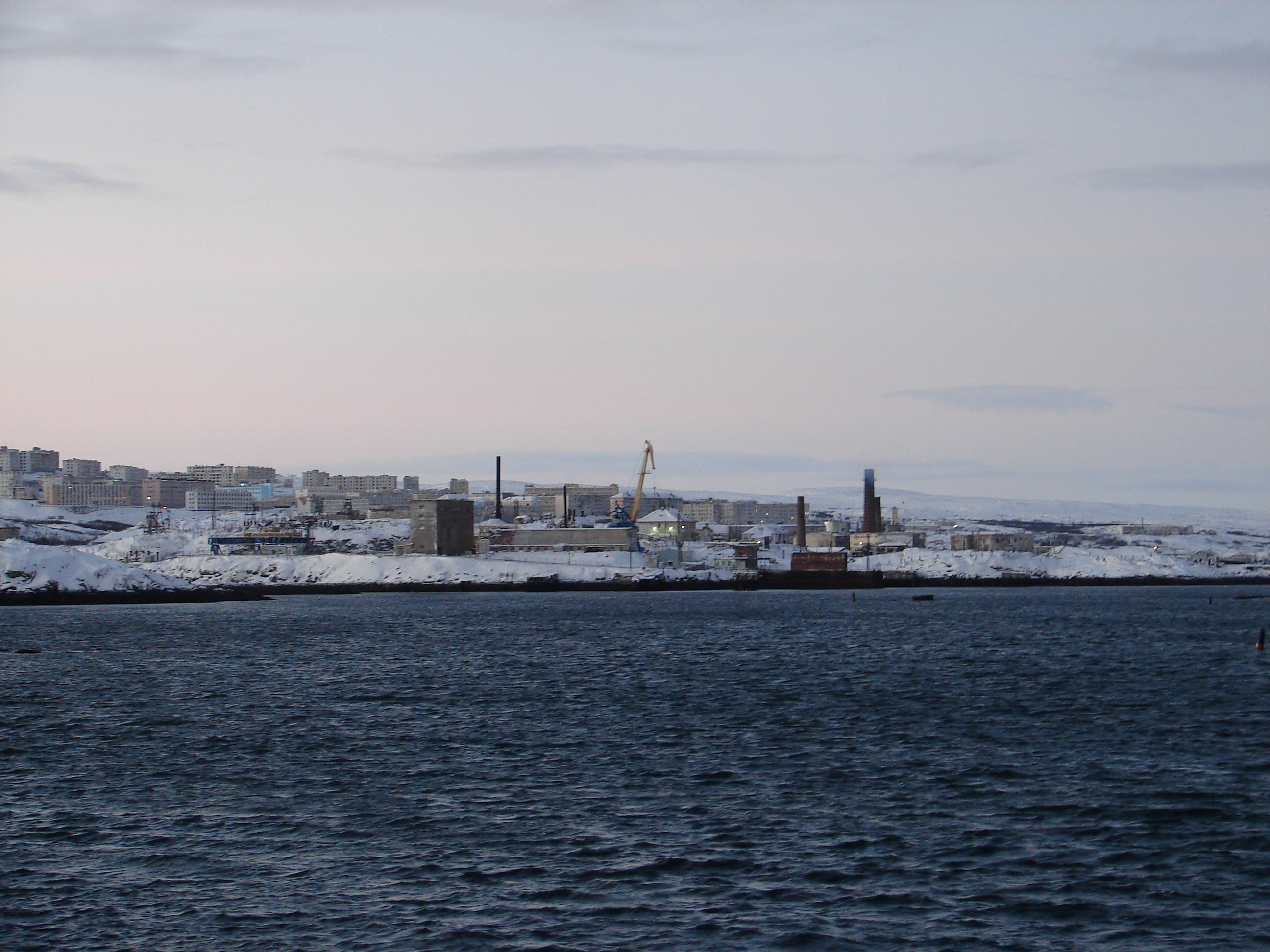
Vue de la ville d'Ostrovnoï et de la base navale

La base navale de Gremikha est créée en 1941 sous le nom base navale Iokangskaïa. Elle sert dans un premier temps de base pour dragueurs de mines avant d'être reconvertie en base pour sous-marins diesel.
En juillet 1962, la base est visitée par Nikita Khrouchtchev. En 1968, la base de Gremikha accueille des sous-marins nucléaires lanceurs d'engins de la classe Hotel (projet 658). En 1970, la base est reconvertie en base pour les sous-marins de deuxième génération de classe Delta (projet 667A « Navaga »). 

## Commémorations

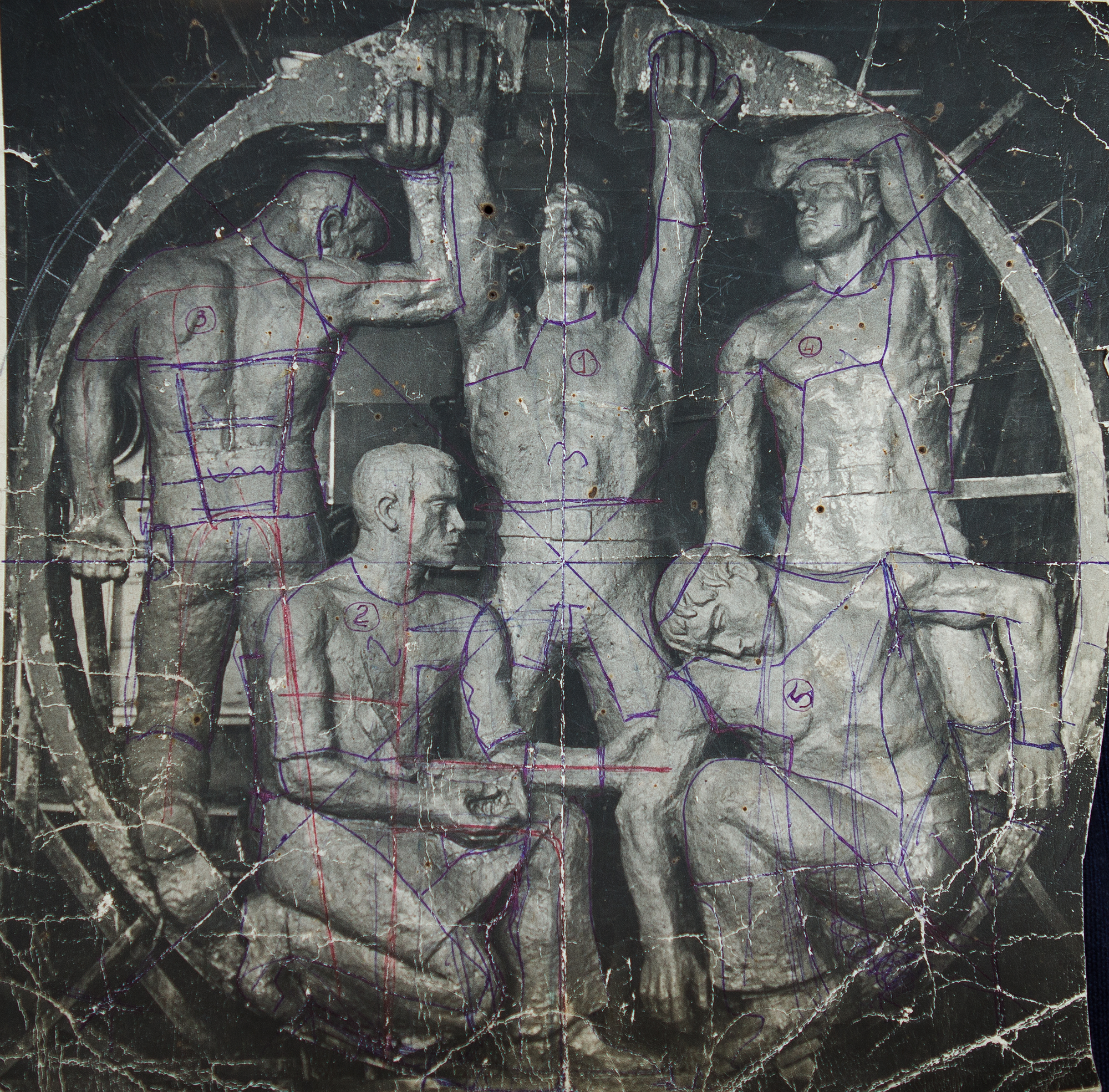
Monument en mémoire de l'équipage du K8

En 1974, un mémorial conçu par les sculpteurs A.I. Malyutin et O. Ya, a été érigé à la mémoire des marins disparus du sous-marin nucléaire d'attaque K-8, qui a coulé dans le golfe de Gascogne avec l'intégralité de son armement nucléaire le 12 avril 1970.